# Aphaenogaster rupestris
Aphaenogaster rupestris é uma espécie de inseto do gênero Aphaenogaster, pertencente à família Formicidae.